# Araneus fronki
Araneus fronki là một loài nhện trong họ Araneidae.
Loài này thuộc chi Araneus. Araneus fronki được Herbert Walter Levi miêu tả năm 1991.